# Filipe Baravilala
Filipe Baravilala (25 de novembro de 1994) é um futebolista fijiano que atua como defensor, atualmente defende o Suva FC.

## Carreira
Filipe Baravilala ele fez parte do elenco da Seleção Fijiana de Futebol nas Olimpíadas de 2016.